# ホーキンス級重巡洋艦
| ホーキンス級重巡洋艦     | ホーキンス級重巡洋艦 |
| ------------------------ | --- |
| 竣工当時の「ホーキンス」 | |
| 艦級概観                 | |
| 艦種                     | 重巡洋艦 |
| 艦名                     | 人名 |
| 前級                     | バーミンガム級軽巡洋艦 |
| 次級                     | カウンティ級重巡洋艦 |
| 性能諸元                 | |
| 排水量                   | 基準：9,750 トン 満載：12,190 トン |
| 全長                     | 172.2m(565 ft) ( p/p) |
| 水線長                   | 184.4m(605 ft) ( o/a) |
| 全幅                     | 19.8m(58 ft) (65 ft across bulges) |
| 吃水                     | 5.9m(17¼ ft) (20½ ft full load) |
| 機関                     | ヤーロー式石炭・重油混焼水管12基 +パーソンズ式タービン4基4軸推進 |
| 最大出力                 | 60,000hp(ホーキンズ・ヴィンデクティブ) 70,000hp(ローリー) 80,000hp(エッフィンガム・フロッピシャー)                                                                             |
| 最大速力                 | 31ノット（ホーキンスは30ノット） |
| 航続距離                 | 14ノット時 (26 km/h)/5,400海里 (10,000 km) |
| 燃料                     | 石炭：860トン 重油：1,480トン (エッフィンガム・フロッピシャー：2,150トン) |
| 乗員                     | 712−749名 |
| 兵装                     | 7.5インチ（19.1cm）45口径単装速射砲7基 7.6cm単装速射砲6基 7.6cm（45口径）単装高角砲4基 オチキス 4.7cm（43口径）単装機砲4基 53.3cm水上魚雷発射管単装2基+同水中魚雷発射管単装4基 |
| 装甲                     | 舷側：76mm（水線最厚部）、38mm（艦首尾部）、25mm（水密隔壁） 甲板：25～38mm 主砲防盾：51mm（最厚部） 司令塔：76mm（最厚部）                                                    |

ホーキンス級重巡洋艦 (Hawkins class heavy cruiser) はイギリス海軍の重巡洋艦の艦級。1915年に設計され、第一次世界大戦の間に5隻が建造された。本級は当初「改バーミンガム」級とされたが、1番艦の艦名から「キャベンディッシュ」級と呼ばれるようになった。しかしながらキャベンディッシュは建造途中で空母へ改装、ヴィンディクティヴとして竣工したため、最初に巡洋艦として竣工したホーキンスの艦名からホーキンス級と呼ばれるようになった。ホーキンスの艦名はエリザベス朝時代の航海者・海軍軍人のジョン・ホーキンスにちなむ。

## 概要

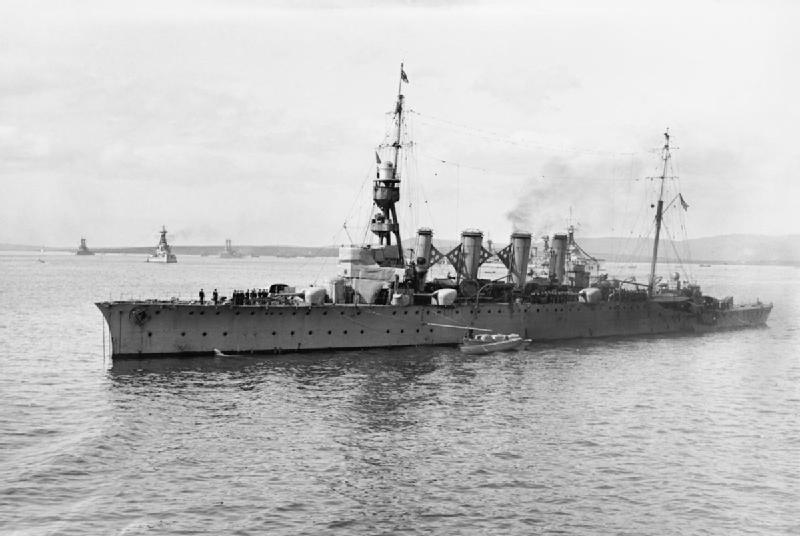
ホーキンス級重巡洋艦の原型となった、バーミンガム級軽巡洋艦「バーミンガム」。

第一次世界大戦初頭にドイツ帝国海軍の東洋艦隊の装甲巡洋艦や防護巡洋艦が通商破壊に活躍した際、その対処にイギリス海軍の既存の防護巡洋艦や仮装巡洋艦では火力不足であったため、有力な装甲巡洋艦や軽巡洋艦が通商護衛に必要不可欠であった。さらにドイツ本国艦隊には15cm砲を搭載した新型軽巡洋艦が配備されつつあり、これらが大西洋で通商破壊に出た場合は、イギリス海軍の既存の巡洋艦だけでは対応できないことが予想された。
このため、イギリス海軍は1915年6月に、画期的な能力を持つ大型軽巡洋艦の開発に乗り出した。ドイツ新型軽巡洋艦の6インチ（15cm）砲を圧倒できる、7.5インチ（19.1cm）砲を7門搭載し（片舷砲力は6門）、荒天下でも高速で巡航できるドイツ仮装巡洋艦を捕捉可能なだけの航洋性・航続力を備えた大型軽巡洋艦として設計され、1915年度海軍計画で5隻の建造が承認されたのが本級である。
つまり、本級は本来は「強力な軽巡洋艦（light cruiser)」であった。これが「重巡洋艦（heavy cruiser」に分類されるのは、1930年のロンドン海軍軍縮会議の規定によるものである。

## 艦形

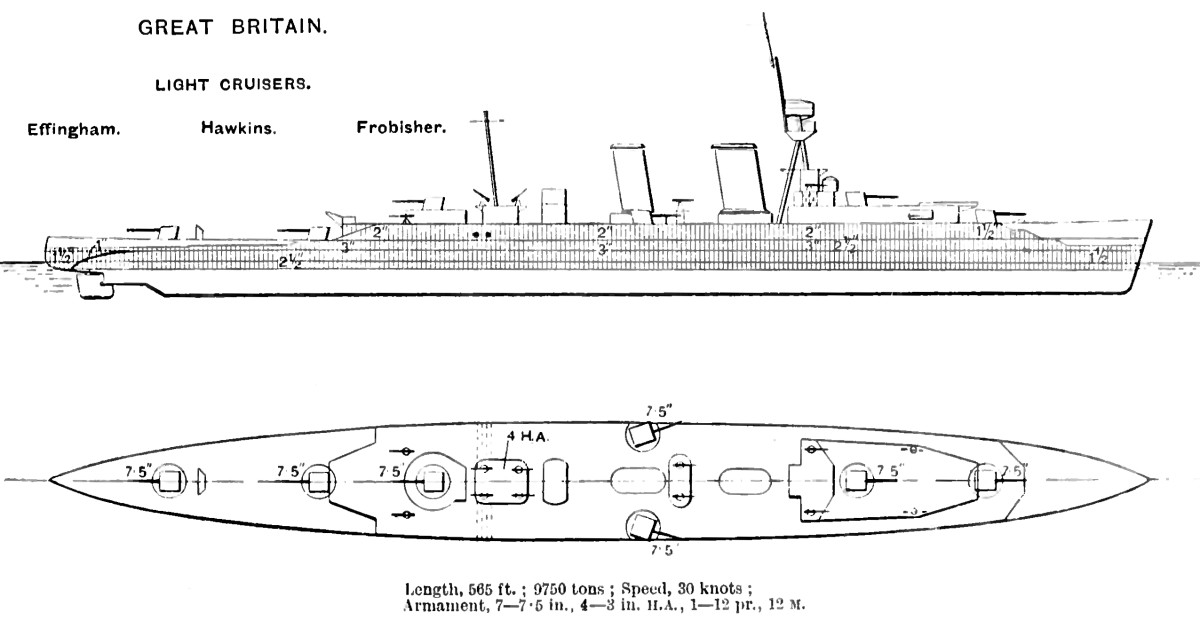
ホーキンス級重巡洋艦の武装と装甲配置を示した図。

本級の基本設計は「バーミンガム級」に採り、乾舷の高い長船首楼型船体を採用した。全くシアー (造船)（甲板の前後の傾斜）のない艦首甲板上に新設計の「Mark VI 1919年型 7.5インチ（19.1cm）45口径速射砲」を防盾の付いた単装砲架で背負い式に2基を配置した。2番主砲の基部から上部構造物が始まり、司令塔を組み込んだ艦橋の背後に三脚型の前部マストが立つ。
前部マストの背後には前部が太い2本煙突が立ち、煙突の周囲は艦載艇置き場となっており、2本1組のボート・ダビットが片舷3基ずつ計6組で運用された。舷側甲板上には2番煙突の側面に3番・4番主砲が片舷に1基ずつ配置された。その他に対空火器として「7.6cm（45口径）高角砲」が単装砲架で片舷2基ずつ計4基が配置され、他に対水上用に「7.6cm（40口径）速射砲」を6基搭載した。2番煙突の後方には後部見張り所と簡素な後部マストが立ち、船首楼の尾部に5番主砲が後ろ向きに1基配置した所で船首楼が終了し、甲板一段分下がった後部甲板上に6番・7番主砲が後ろ向きに直列に1基ずつ配置された。

## 武装

### 主砲
本級の主砲には新設計の「Mark VI 1919年型 7.5インチ（19.1cm）45口径速射砲」を採用した。性能的には重量90.7kgの砲弾を、仰角30度で初速844m/秒で撃ち出し最大射程19,300mまで届かせる長射程を持っていた。この新型砲をm単装砲架で7基搭載した。
砲身の俯仰能力は仰角30度・俯角5度で旋回角度は300度の旋回角度を持っていたが、実際は上部構造物で射界に制限を受けた。主砲身の俯仰・砲塔の旋回・砲弾の揚弾・装填は主に電力で行われ、補助に人力を必要とした。発射速度は毎分5～6発である。

### その他備砲、雷装
対空兵装として前級に引き続き「Mark I 1913年型 7.6cm（45口径）高角砲」を採用していた。元は対水雷艇用の速射砲を高角砲に改造した代物で、その性能は5.67kgの砲弾を仰角45度で9,970mまで、最大仰角90度で最大射高7,160mまで到達させた。砲架の旋回と俯仰は主に人力で行われ、砲架の旋回角度は360度の旋回角度を持っていたが、実際は上部構造物で射界に制限を受けた。俯仰は仰角70度・俯角10度であった。これを単装砲架で4基を搭載した。
後に「エッフィンガム」の近代化改装において新型高角砲は「Mark V 10.2cm（45口径）高角砲」を採用している。14.6kgの砲弾を仰角44度で15,020m、最大仰角80度で9,450mの高度まで到達できた。単装砲架は左右方向に180度旋回でき、俯仰は仰角80度、俯角5度で発射速度は毎分10～15発だった。これを単装砲架で4基を搭載した。
他に主砲でも対応できない相手のために53.3cm水中魚雷発射管を単装で4門を艦内に、水上魚雷発射管を甲板上に単装で2門を搭載した。

## 機関
本級はドイツ海軍の軽巡洋艦を追撃するために最大速力は30～31ノットの高速を求められたため、実現するには出力は70,000馬力と言う高性能機関を船体の小形な巡洋艦に搭載する必要性があった。このため、ボイラー数は12基となり、推進機関は最新のギヤード・タービンが採用され、イギリス巡洋艦ではカライアピ級以来の4軸推進となった。なお、外軸側のギヤード・タービンのみ航続距離の延伸のために巡航用タービンが接続されていた。
また、燃料補給の不透明な植民地で使用するために、設計段階では当時主流であった石炭と1910年代では余り普及してなかった重油を使用できるように二種類の異なるボイラーを搭載したが、燃料状況の向上した後期の艦は重油専焼缶10基のみに改められた。また、時期によりタービン形式が異なっており、以下に示す。
| 艦名             | ボイラー                                 | 推進機関             | 公試出力   | 公試速力   |
| ---------------- | ---------------------------------------- | -------------------- | ---------- | ---------- |
| ホーキンス       | ヤーロー式海軍式石炭・重油混焼水管缶12基 | パーソンズ式         | 60,000馬力 | 30.0ノット |
| ヴィンデクティブ | ←                                        | ←                    | ←          | ←          |
| ローリー         | ←                                        | ブラウン・カーチス式 | 70,000馬力 | 31.0ノット |
| エッフィンガム   | ヤーロー式重油専焼水管缶10基             | ブラウン・カーチス式 | 80,000馬力 | 30.5ノット |
| フロビッシャー   | ←                                        | ←                    | ←          | ←          |

なお、前期グループで「ホーキンス」のみ1929年に石炭専焼水管缶2基を撤去して重油専門となったが、代償として出力が55,000馬力に低下した。

## 同型艦
- ホーキンス（Hawkins）(英語版)
チャタム造船所にて1916年6月3日起工、1917年10月1日進水、1919年7月竣工。1947年8月除籍後に解体処分。
- ローリー（Raleigh）
ベアードモア造船所にて1916年10月4日起工、1919年8月28日進水、1921年7月竣工。1922年8月除籍後に解体処分。
- ヴィンディクティヴ（Vindictive）
ハーランド&ウルフ社ベルファスト造船所にて1916年6月26日起工、1918年1月17日進水、1918年10月に水上機母艦に改装して就役。1923年に巡洋艦に復帰、1936年に練習艦に移籍。1946年2月除籍後に解体処分。
- エッフィンガム（Effingham）
ポーツマス造船所にて1917年4月2日起工、1921年6月8日進水、1925年7月竣工。1940年5月17日事故により海没処分。
- フロビッシャー（Frobisher）
ポーツマス造船所にて1916年8月2日起工、1920年3月20日進水、1924年9月竣工。1949年3月除籍後に解体処分。

## 参考図書
- 「世界の艦船増刊第46集 イギリス巡洋艦史」(海人社)
- 「世界の艦船 2010年1月増刊号 近代巡洋艦史」（海人社）